# 田島一樹
田島 一樹（たじま かずき、1982年4月23日 - ）は、石川県出身のサッカー指導者。

## 来歴
筑波大学蹴球部でコーチを務めた後、2008年より日本サッカー協会に入り各年代別日本代表のテクニカルスタッフを歴任した。
2013年、セレッソ大阪U-18のコーチに就任。2014年9月、トップチームのコーチに就任。

## 指導歴
- 2006年 - 2007年  筑波大学蹴球部
  - 2006年 コーチ
  - 2007年 ヘッドコーチ
- 2008年 - 2013年  日本サッカー協会
  - 2008年 U-20日本代表 テクニカルスタッフ
  - 2009年 - 2013年 U-17日本代表 テクニカルスタッフ
- 2013年 - 2020年  セレッソ大阪
  - 2013年 - 2014年9月 U-18 コーチ
  - 2014年9月 - 同年12月 トップチーム コーチ
  - 2015年 - 2017年 U-18 ヘッドコーチ
  - 2018年 U-23 コーチ
  - 2019年 アカデミーマネージャー 兼 U-15監督
  - 2020年 U-15 監督
- 2021年 -  横浜F・マリノスユース ヘッドオブアナリスト兼ユースコーチ